# 5808 Babelʹ
5808 Babelʹ eller 1987 QV10 är en asteroid i huvudbältet som upptäcktes den 27 augusti 1987 av den rysk-sovjetiska astronomen Ljudmila Karatjkina vid Krims astrofysiska observatorium på Krim. Den är uppkallad efter den sovjetiske författaren Isaak Babelʹ.
Asteroiden har en diameter på ungefär 13 kilometer och den tillhör asteroidgruppen Eos.